# Боттари де Кастелло, Альберто
Альберто Боттари де Кастелло (итал. Alberto Bottari de Castello; 5 июля 1942, Монтебеллуна, королевство Италия — 13 июля 2025, Тревизо, Италия) — итальянский прелат и ватиканский дипломат. Титулярный архиепископ Форатианы с 18 декабря 1999 по 8 декабря 2007. Апостольский нунций в Гамбии, Гвинее, Либерии и Сьерра-Леоне с 18 декабря 1999 по 1 апреля 2005. Апостольский нунций в Японии с 1 апреля 2005 по 6 июня 2011. Титулярный архиепископ Опитергиума с 8 декабря 2007. Апостольский нунций в Венгрии с 6 июня 2011 по декабрь 2017.